# Robert I. Konstantinopolský

Erb rodu Courtenay

Robert I. Konstantinopolský (francouzsky Robert I de Constantinople, řecky Ροβέρτος Β' του Κουρτεναί, zemřel 1228), či též psán jako hrabě Robert z Courtenay (Robert de Courtenay), byl pátým latinským císařem v Konstantinopoli. Byl synem císaře Petra I., vnuka francouzského krále Ludvíka VI., zatímco Robertova matka, císařovna Jolanda Flanderská byla sestrou Balduina I. Konstantinopolského a Jindřicha Flanderského, prvního a druhého latinského císaře.

## Život
Když se nejstarší syn císaře Petra I., Filip, markrabě z Namuru, ve Francii dozvěděl o otcově smrti, vzdal se svých nástupnických nároků na Konstantinopol ve prospěch svého bratra Roberta a Filip dále vládl v Conon de Béthune ve Francii jako regent. Robert byl korunován císařem 25. března 1221.
Císařství se již v té době nacházelo v zoufalé situaci, kdy bylo na obou frontách obklíčeno nepřáteli, Nikájským císařstvím na východě a Epirským despotátem ze západu a konstantinopolští křižáci ztráceli jedno území za druhým. Císař Robert apeloval na papeže Honoria III. i francouzského krále Filipa Augusta a žádal je o pomoc.
Do Konstantinopole sice nějaké menší posily skutečně dorazily, ale Robert byl brzy donucen uzavřít příměří se svým úhlavním nepřítelem, nikájským císařem Janem III. a tak mu potvrdit jeho územní zisky na Latinském císařství. Robert rovněž přislíbil oženit se s dcerou pozdějšího nikájského císaře, Theodora Laskarida Eudoxií, se kterou se skutečně formálně zasnoubil. Nicméně Robert tento svazek po čase zrušil a oženil se s některou francouzskou, či burgundskou princeznou. Robert I. zemřel počátkem roku 1228 v Morei.